# Emmanuel Wad
Emmanuel Wad, född 10 mars 1862 i Korsør, död 6 september 1940 i Baltimore, var en dansk pianist.
Wad studerade vid Det Kongelige Danske Musikkonservatorium i Köpenhamn och under Theodor Leschetizky i Wien. Han verkade i Köpenhamn som pianist och musikpedagog, tills han 1892 blev lärare vid Peabody Institute i Baltimore, där han var verksam till 1919. Han gav konserter runt om i Europa och Amerika och komponerade bland annat en opera och en del pianomusik.